# Habronattus kawini
Habronattus kawini är en spindelart som först beskrevs av Griswold 1979.  Habronattus kawini ingår i släktet Habronattus och familjen hoppspindlar. Inga underarter finns listade i Catalogue of Life.